# مقاطعة باوهاتن (فيرجينيا)
 مقاطعة باوهاتن  (بالإنجليزية:  Powhatan County)‏ هي إحدى المقاطعات في ولاية فيرجينيا في الولايات المتحدة الأمريكية.

## أعلام
- ويليام جايلز جونز
- صموئيل جونز
- جورج وليام دمدم
- غرين كلاي
- فيليب سانت جورج كوك
- كولينز ديني جونيور
- أرشيبالد براينت